# Finecke (Adelsgeschlecht)

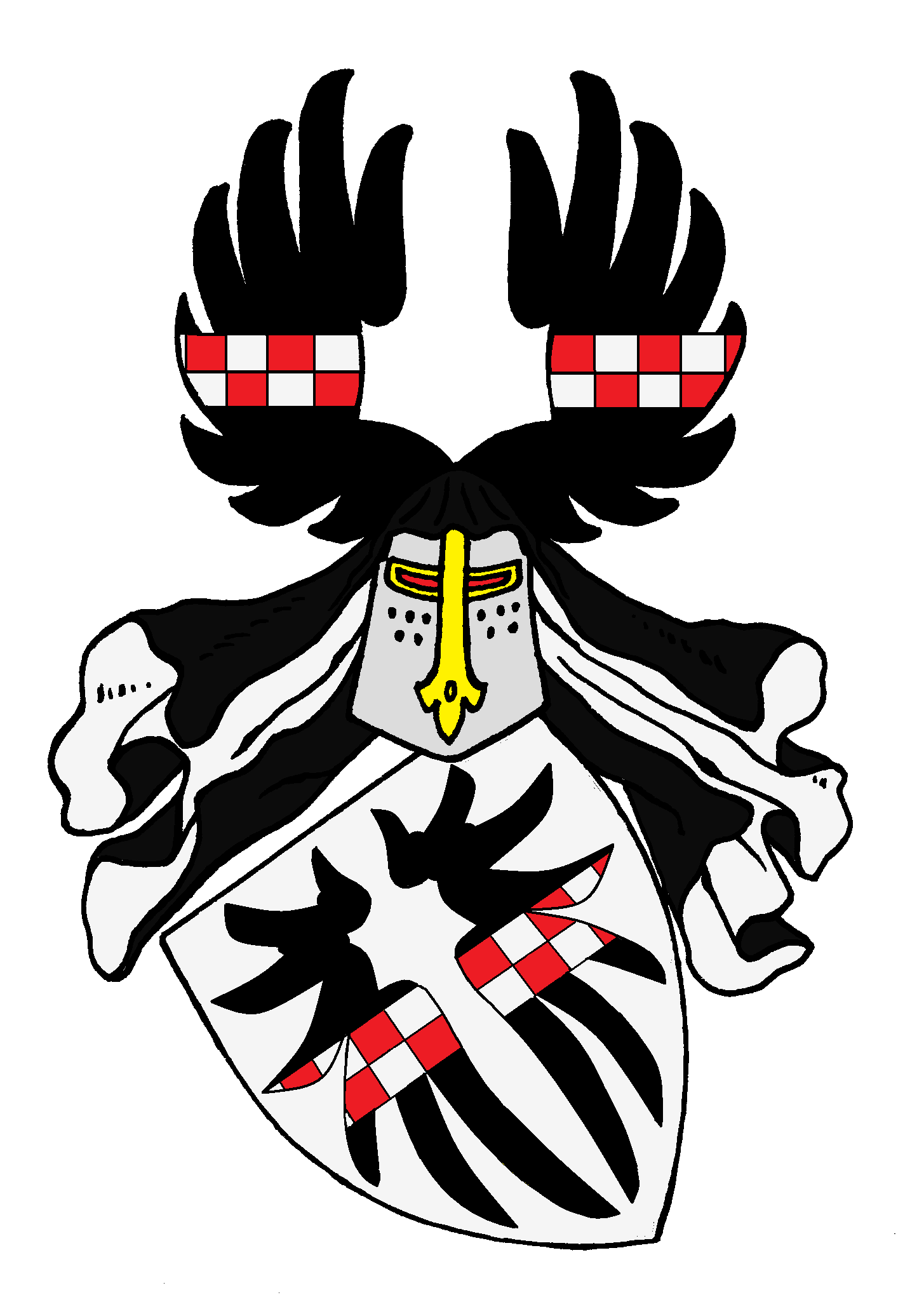
Stammwappen der Finecke

Finecke, auch Vincke, Fineke, Fink oder Fiencke, ist der Name eines alten, abgestorbenen mecklenburgischen Adelsgeschlechts.

## Geschichte
Michel Vinecke wurde bereits im Jahre 1293 und Günther Finecke im Jahre 1326 urkundlich genannt. Von Bernhard Finecke ist ein Siegelabdruck aus dem Jahre 1366 erhalten. Die gesicherte, durchgängige Stammreihe beginnt mit Kaspar von Fineke († 1498).
Das Stammgut der Familie war Karow bei Güstrow. Dort gehörten auch Dudinghausen, Dobbin, Gemern, Hausdorf, Kassow, Nauenhof-Werder, Greven, Lindenbeck, Lanken und Woosten zum historischen Gutsbesitz der Familie. In Vorpommern haben die Finecke die Güter Damerow und Passow besessen. Ebenfalls zu Güterbesitz der Familie gehörten Dallund auf Fünen in Dänemark.
Jasper Fink hatte 1523 die Union der mecklenburgischen Landstände für die Familie noch mitgezeichnet.
Im Einschreibebuch des Klosters Dobbertin befinden sich zwei Eintragungen von Töchtern der Familien von Fineke von 1696 bis 1719 aus Greven und Kassow zur Aufnahme in das dortige adelige Damenstift.
Christian Henrik von Finecke († 1744) war dänischer Gardekapitän. Mit seinem Sohn, dem dänischen Kammerjunker Theodor Emil Friedrich von Finecke († 1796) ist die Familie im Mannesstamm abgestorben. Seine Schwester Margareta von Finecke (* 1724; † 1781) trug ihrem Gatten, dem 1772 in den schwedischen Freiherrenstand nobilitierten General Conrad Christoph von Blixen (* 1716; † 1787) den Fideikommiss Näsbyholms in Schonen zu. Beider Sohn, der schwedische Generalleutnant Carl Philipp von Blixen-Finecke (* 1749; † 1829) vereinigte Namen und Wappen der elterlichen Familien.

## Wappen
Das Stammwappen zeigt in Silber einen gestürzten schwarzen Adler ohne Kopf, belegt mit einem von silber und rot geschachten Querbalken. Auf dem gekrönten Helm mit silber-schwarzen Decken die Schildfigur.
1292 zeigte der Schild noch in Silber einen gestürzten Flug mit einer Binde, die 1390, noch schlicht, aber in Quadern geteilt erschien, 1400 aber schon oben gezinnt war und dann auch geschacht, während aus dem Fluge allmählich ein Adler ohne Kopf gemacht wurde. Der Flug war schwarz, die Binde rot und silber.

## Angehörige
- Jasper Finke, 1523 Mitzeichner der Union der Landstände als ein vollmächtigter Befehlshaber aller Mannschaft
- Joachim Finecken auf Werder, 1595–1600 Provisor im Kloster Dobbertin
- Elisabeth Augusta von Finecken a.d.H. Woosten, 1706–1723 Domina als Vorsteherin des Konvents im Kloster Dobbertin